# پالویتسه
پالویتسه (به صربی: Palojce) یک منطقهٔ مسکونی در صربستان است که در لسکواس واقع شده‌است. پالویتسه ۴۸۴ نفر جمعیت دارد.